# Sarakini (Gortyna)
Sarakini  este un oraș în Grecia în prefectura Arcadia.